# Коллекционер (ежегодник)
«Коллекционе́р», в советское время — «Сове́тский коллекционе́р», — основанный в 1963 году и ныне ежегодно издаваемый в России Союзом филателистов России сборник статей о различных видах коллекционирования, главным образом филателии, а также филокартии, нумизматике, бонистике и др. В издании также освещаются проблемы истории, искусства, археологии, краеведения, ряда других научных дисциплин. В подготовке материалов для «Коллекционера» участвуют видные российские и зарубежные коллекционеры.

Обложка ежегодника «Советский коллекционер» (№ 13, 1975)

## История
Выпускается с 1963 года в Москве. Ранее назывался «Советский коллекционер» и издавался в 1963—1965 годах Московским городским обществом коллекционеров (МГОК), с 1966 года — Всесоюзным обществом филателистов и издательством «Связь».
Традиционно в сборник включены разделы: «Филателия» (занимающий больший объём), «Нумизматика», «Бонистика», «Филокартия», «Филлумения» и отдел информации, в котором помещаются материалы о книгах, выставках, филателии за рубежом и другие материалы.
На сегодня это единственный в России альманах подобного рода, пользующийся известностью и за рубежом; неоднократно удостоен медалями (по классу литературы) на всемирных филателистических выставках. В 1999 году отмечен на выставке «Филэксфранс» в Париже. В 2004 году получил серебряную медаль на Всемирной филателистической выставке «Сингапур-2004» в Сингапуре.

## Выпуски по годам
Сборник издаётся ежегодно с 1963 года. Под названием «Советский коллекционер» опубликовано 28 номеров; с № 29 (в 1993 году) выходит под названием «Коллекционер» как правопреемник издававшегося ранее «Советского коллекционера». В отдельные годы после переименования выходили сдвоенные номера ежегодника: 31—32, 34—35 (опубликован в 2000 году), 36—37, 38—39, 40—41 и 42—43.
Ниже приводятся выходные данные по каждому выпуску, которые будут дополняться по мере нахождения соответствующей информации:
| Выпускные данные ежегодника «Советский коллекционер» («Коллекционер») | Выпускные данные ежегодника «Советский коллекционер» («Коллекционер») | Выпускные данные ежегодника «Советский коллекционер» («Коллекционер») | Выпускные данные ежегодника «Советский коллекционер» («Коллекционер») | Выпускные данные ежегодника «Советский коллекционер» («Коллекционер») | Выпускные данные ежегодника «Советский коллекционер» («Коллекционер») | Выпускные данные ежегодника «Советский коллекционер» («Коллекционер») |
| № сборника                                                            | Год издания                                                           | Редколлегия | Авторы статей | Количество страниц                                                    | Тираж                                                                 | Ссылка на иллюстрацию обложки (Дата обращения: 1 мая 2010)            |
| --------------------------------------------------------------------- | --------------------------------------------------------------------- | --- | --- | --------------------------------------------------------------------- | --------------------------------------------------------------------- | --------------------------------------------------------------------- |
| Советский коллекционер                                                |                                                                       | | |                                                                       |                                                                       |                                                                       |
| 1                                                                     | 1963                                                                  | Б. Стальбаум (ответственный редактор), В. Богданов, П. Диссон (ответственный секретарь), Л. Лепешинский, М. Милькин, Д. Мошнягин, М. Неронов, В. Скрипицын (заместитель ответственного редактора), Э. Файнштейн                                                                                      | Л. Лепешинский, Л. Добычина, Е. Сашенков, К. Бернгард, А. Качинский, С. Блехман, С. Пархомович, В. Богданов, А. Фелтманис, И. Крассов, М. Милькин, П. Диссон, В. Якобс, В. Ильинский, А. Наумов, Д. Сенкевич, М. Неронов, Э. Файнштейн, В. Сергеев, В. Ляпунов, И. Пахоменко, А. Елизаров, В. Орлов                                                                                              | 176                                                                   | 15 000                                                                |                                                                       |
| 2                                                                     | 1964                                                                  | Б. Стальбаум (ответственный редактор), В. Богданов, П. Диссон (ответственный секретарь), Ю. Золотухин, Л. Лепешинский, М. Милькин, Д. Мошнягин, И. Свердлова, В. Скрипицын (заместитель ответственного редактора), Э. Файнштейн, А. Шатэн                                                            | Э. Кренкель, В. Карлинский, Я. Вовин, Габриэль Ситерн, А. Смыслов, Е. Сашенков, С. Блехман, А. Колесников, В. Скрипицын, В. Якобс, Э. Вайнштейн, В. Сергеев, П. Клиорин, Л. Розенберг, В. Гольдштейн, А. Малышев, М. Забочень, Э. Файнштейн, Е. Минаев, П. С., А. Шатэн, В. Притула, А. Бычков, В. Александров, Э. Грибанов, М. Марьямов, Р. Казьмина, П. Мазур, В. Агеносов                     | 176                                                                   | 32 000                                                                |                                                                       |
| 4                                                                     | 1966                                                                  | Б. Стальбаум (ответственный редактор), Э. Грибанов, Э. Кренкель, А. Колесников, Б. Корона, В. Карлинский, Л. Лепешинский, Д. Мошнягин, В. Скрипицын (зам. ответственного редактора), В. Степанов, И. Свердлова (зам. ответственного редактора), Э. Файнштейн, А. Шатэн                               | В. Карлинский, А. Колесников, Л. Пейсиков, В. Устиновский, В. Шполянский, А. Вигилев, В. Якобс, П. Мазур, А. Смыслов, Л. Мусатов, Д. Мошнягин, Н. Дашевский, А. Шатэн, М. Горнунг, М. Львов, И. Спасский, А. Бабенко, Э. Грибанов, Д. Сенкевич, И. Сарычев, М. Забочень, Б. Корона, В. Богданов, С. Бабинцев, Н. Лучник                                                                          | 128                                                                   | 40 000                                                                |                                                                       |
| 5                                                                     | 1967                                                                  | | Б. Стальбаум, С. Салтыков, В. Карлинский, В. Орлов, А. Вигелев, Д. Мошнягин, Н. Дашевский, В. И., В. Ильинский, К. Голенко, Д. Сенкевич, Куйбышевское отделение ВОФ, Э. Файнштейн, И. Бугаевич, Е. Стефановский, Э. Грибанов, Н. Лучник, Ю. Ершов, С. Бабинцев, Вл. Захаров |                                                                       |                                                                       |                                                                       |
| 6                                                                     | 1968                                                                  | Б. Стальбаум (ответственный редактор), Э. Кренкель, А. Колесников, Б. Корона, В. Карлинский, Л. Лепешинский, Д. Мошнягин, В. Скрипицын (зам. ответственного редактора), И. Свердлова (зам. ответственного редактора), Э. Файнштейн, А. Шатэн, М. Израэлит (ответственный секретарь)                  | В. Чернухина, К. Бернгард, В. Муратов, С. Салтыков, Ю. Рудников, А. Вигелев, Н. Сачков, В. Корецкий, М. Львов, С. Булатович, К. Голенко, А. Шатэн, Д. Мошнягин, Н. Дашевский, Д. Сенкевич, Л. Прицкер, И. Полозов, В. Шлеев, М. Забочень, И. Бугаевич, С. Бабинцев, С. Стальбаум, Д. М. | 160                                                                   | 20 000                                                                |                                                                       |
| 7                                                                     | 1970                                                                  | Б. Стальбаум (ответственный редактор), В. Арцимович, Б. Балашов, И. Вавилов, Д. Виксне, М. Израэлит (ответственный секретарь), Р. Казьмина, М. Левшня, Д. Мошнягин, С. Пархомович, И. Свердлова (зам. ответственного редактора), Д. Сенкевич, В. Скрипицын (зам. ответственного редактора), А. Шатэн | Е. Васильев, В. Шлеев, А. Гурштейн, М. Левин, М. Израэлит, Н. Лучник, Ю. Рудников, Л. Пейсиков, Б. Стальбаум, Я. Вовин, В. Корецкий, А. Шишкин, А. Шатэн, Н. Наволочкин, Л. Розенберг, М. Забочень, С. Бабинцев, Н. Тагрин, О. Ласунский, Б. Кисин, М. Наумов, А. Ш. | 152                                                                   | 20 000                                                                |                                                                       |
| 10                                                                    | 1972                                                                  | Б. Стальбаум (ответственный редактор), Б. Балашов, А. Вигилев, Д. Виксне, А. Георгиевский, К. Зацепин, М. Израэлит (ответственный секретарь), Р. Казьмина, С. Кристи, М. Левшня, Л. Мельников, Д. Мошнягин, Д. Сенкевич, А. Шатэн                                                                    | М. Милькин, Е. Сашенков, М. Забочень, В. Якобс, Ю. Рудников, П. Скаткин, М. Израэлит, Г. Арзуманов, А. Шатэн, А. Сергеев, П. Карышковский, А. Шишкин, И. Мозолевич, Л. Ниселевич, Д. М. | 192                                                                   | 30 000                                                                |                                                                       |
| 11                                                                    | 1974 (1973)                                                           | Б. Стальбаум (ответственный редактор), Б. Балашов, А. Вигилев, Д. Виксне, А. Георгиевский, К. Зацепин, М. Израэлит (ответственный секретарь), Р. Казьмина, С. Кристи, М. Левшня, Л. Мельников, Д. Мошнягин, Д. Сенкевич, А. Шатэн                                                                    | М. Соколов, Ю. Моргунов, Н. Лучник, Я. Вовин, Я. Озолиньш, Д. Кузнецов, М. Забочень, В. Артемьев, В. Шлеев, А. Шатэн, И. Семёнов, Е. Исанчурин, Н. Михайлов, Д. Сенкевич, В. Каплун | 144                                                                   | 25 000                                                                |                                                                       |
| 12                                                                    | 1974                                                                  | Б. Стальбаум (ответственный редактор), Б. Буров, И. Вакс (ответственный секретарь), А. Вигилев, Д. Виксне, А. Георгиевский, К. Зацепин, М. Израэлит, С. Кристи, М. Левшня, Л. Мельников, Д. Мошнягин, Г. Родин, Д. Сенкевич, А. Шатэн                                                                | Е. Сашенков, В. Орлов, Б. Каминский, С. Кристи, Ю. Рудников, Н. Владинец, М. Лившиц, А. Качинский, М. Забочень, Д. Мошнягин, Н. Дашевский, М. Максимов, А. Шатэн, Л. Строков, А. Шишкин, А. Ш., А. Викентьев, В. Майоров, А. Миль, М. Израэлит, М. Наумов | 160                                                                   | 30 000                                                                |                                                                       |
| 13                                                                    | 1975                                                                  | Б. Стальбаум (ответственный редактор), Б. Буров, И. Вакс (ответственный секретарь), А. Вигилев, Д. Виксне, А. Георгиевский, К. Зацепин, М. Израэлит, С. Кристи, М. Левшня, Л. Мельников, Д. Мошнягин, Г. Родин, Д. Сенкевич, А. Шатэн                                                                | В. Орлов, А. Терещенко, Н. Терещенко, С. Блехман, В. Пантюхин, Д. Кузнецов, А. Вигилев, К. Бернгард, Д. Кузнецов, И. Морозов, Ю. Карпенко, М. Забочень, В. Артемьев, В. Ильинский, М. Азарх, А. Шатэн, В. Корецкий, М. Максимов, А. Шишкин, С. Бабинцев, М. Израэлит | 176                                                                   | 30 000                                                                |                                                                       |
| 14                                                                    | 1976                                                                  | Л. Мельников (ответственный редактор), К. Бернгард, И. Вакс (ответственный секретарь), А. Вигилев, Н. Владинец, А. Георгиевский, М. Забочень, М. Израэлит, В. Ильинский, Б. Каминский, А. Качинский, Д. Мошнягин, Г. Родин, Д. Сенкевич, М. Соколов                                                  | А. Гдалин, С. Блехман, В. Пантюхин, М. Левин, А. Георгиевский, В. Лобачевский, Я. Фролик, С. Титов, В. Ильинский, В. Бартошевич, Д. Мошнягин, Н. Дашевский, А. Шатэн, Д. Кузнецов, В. Кашин, С. Бабинцев | 136                                                                   | 40 000                                                                |                                                                       |
| 15                                                                    | 1977                                                                  | Л. Мельников (ответственный редактор), К. Бернгард, И. Вакс (ответственный секретарь), А. Вигилев, Н. Владинец, А. Георгиевский, М. Забочень, М. Израэлит, В. Ильинский, Б. Каминский, А. Качинский, Д. Мошнягин, Г. Родин, Д. Сенкевич, М. Соколов                                                  | Б. Каминский, С. Блехман, В. Лобачевский, М. Добин, К. Бернгард, М. Левин, Ю. Попов, А. Гдалин, Д. Робинсон, М. Максимов, Е. Стефановский, А. Миль | 168                                                                   | 40 000                                                                |                                                                       |
| 16                                                                    | 1978                                                                  | Л. Мельников (ответственный редактор), К. Бернгард, И. Вакс (ответственный секретарь), А. Вигилев, Н. Владинец, А. Георгиевский, М. Забочень, М. Израэлит, В. Ильинский, Б. Каминский, А. Качинский, Д. Мошнягин, Г. Родин, Д. Сенкевич, М. Соколов                                                  | М. Добин, Н. Петров, В. Лобачевский, Е. Стефановский, А. Ильштейн, М. Забочень, В. Артемьев, К. Меркин, Д. Мошнягин, Н. Дашевский, А. Шатэн | 128                                                                   | 40 000                                                                |                                                                       |
| 17                                                                    | 1979                                                                  | Л. Мельников (ответственный редактор), К. Бернгард, И. Вакс (ответственный секретарь), А. Вигилев, Н. Владинец, А. Георгиевский, М. Забочень, М. Израэлит, В. Ильинский, Б. Каминский, А. Качинский, Д. Мошнягин, Г. Родин, Д. Сенкевич, М. Соколов                                                  | С. Блехман, В. Пантюхин, Л. Емельянов, В. Лобачевский, Д. Кузнецов, Д. Сломка, В. Притула, М. Соколов, Е. Беликов, Г. Саркисян, А. Шатэн, Р. Тхоржевский, А. Кулаков, А. Шишкин, М. Азарх | 144                                                                   | 40 000                                                                |                                                                       |
| 18                                                                    | 1980                                                                  | Л. Мельников (ответственный редактор), К. Бернгард, И. Вакс (ответственный секретарь), А. Вигилев, Н. Владинец, А. Георгиевский, М. Забочень, М. Израэлит, В. Ильинский, Б. Каминский, А. Качинский, Д. Мошнягин, Г. Родин, Д. Сенкевич, М. Соколов                                                  | Е. Добрянский, Е. Стефановский, М. Добин, Э. Селли, В. Фурман, В. Лобачевский, М. Забочень, А. Гдалин, Д. Робинсон, В. Дуров, А. Шатэн, Я. Шрайбер, М. Глейзер, М. Степанов, В. Ремнев, А. Шишкин | 144                                                                   | 40 000                                                                |                                                                       |
| 19                                                                    | 1981                                                                  | | Д. Кузнецов, В. Пантюхин, И. Морозов, С. Блехман, М. Минский, Л. Рейнус, А. Гдалин, Д. Робинсон, И. Семёнов, М. Львов, А. Шатэн, И. Суд, А. Усачёв, Ю. Мякота, В. Корецкий |                                                                       |                                                                       |                                                                       |
| 20                                                                    | 1982                                                                  | Л. Мельников (ответственный редактор), К. Бернгард, И. Вакс (ответственный секретарь), А. Вигилев, Н. Владинец, А. Георгиевский, М. Забочень, М. Израэлит, В. Ильинский, Б. Каминский, А. Качинский, Д. Мошнягин, Г. Родин, Д. Сенкевич, М. Соколов                                                  | Б. Каминский, С. Блехман, В. Пантюхин, Д. Кузнецов, М. Добин, М. Забочень, С. Бабинцев, В. Корецкий, В. Дуров, А. Гдалин, Д. Робинсон, А. Шатэн, Б. Голендер, А. Подлипский, Д. Сенкевич, М. Алексюк, А. Шишкин, В. Шлеев | 144                                                                   | 40 000                                                                |                                                                       |
| 21                                                                    | 1983                                                                  | Л. Мельников (ответственный редактор), К. Бернгард, И. Вакс (ответственный секретарь), А. Вигилев, Н. Владинец, А. Георгиевский, М. Забочень, М. Израэлит, В. Ильинский, Б. Каминский, А. Качинский, Д. Мошнягин, Г. Родин, Д. Сенкевич, М. Соколов                                                  | М. Добин, В. Петрецкий, Д. Кузнецов, В. Фурман, А. Линнард, Н. Мандровский, В. Вероцкий, М. Забочень, В. Киркевич, М. Пейсик, В. Уздеников, В. Корецкий, А. Гдалин, Д. Робинсон, А. Шатэн, И. Суд, Д. Сенкевич, С. Шпиро | 160                                                                   | 40 000                                                                |                                                                       |
| 22                                                                    | 1984                                                                  | Л. Мельников (ответственный редактор), И. Вакс (ответственный секретарь), А. Георгиевский, М. Забочень, В. Ильинский, Б. Каминский, И. Моросанов, Д. Мошнягин, Ю. Мякота, Е. Сальников, Д. Сенкевич, М. Соколов                                                                                      | И. Дружинин, В. Могильный, Б. Каминский, В. Лобачевский, М. Добин, М. Минский, В. Фурман, И. Бугаевич, М. Забочень, А. Гдалин, Д. Робинсон, А. Шатэн, И. Тиндо, В. Клещинов, Д. Сенкевич, А. Бабенко, Н. Иванов, М. Глейзер, М. Степанов | 168                                                                   | 40 000                                                                |                                                                       |
| 23                                                                    | 1985                                                                  | Л. Мельников (ответственный редактор), И. Вакс (ответственный секретарь), А. Георгиевский, М. Добин, М. Забочень, В. Ильинский, Б. Каминский, И. Моросанов, Д. Мошнягин, Ю. Мякота, В. Рахилин, Е. Сальников                                                                                         | Б. Каминский, А. Левин, М. Добин, А. Линнард, М. Минский, В. Фурман, М. Забочень, А. Гдалин, Д. Робинсон, В. Кривченко, Н. Дашевский, А. Шатэн, Е. Лозовский, Д. Сенкевич, А. Степанов, С. Догадин, В. Глобенко, М. Форафонов, И. Суд, Б. Литвинов | 152                                                                   | 40 000                                                                |                                                                       |
| 24                                                                    | 1986                                                                  | Л. Мельников (ответственный редактор), И. Вакс (ответственный секретарь), А. Георгиевский, М. Добин, М. Забочень, В. Ильинский, Б. Каминский, И. Моросанов, Д. Мошнягин, Ю. Мякота, В. Рахилин, Е. Сальников                                                                                         | М. Кабанов, Б. Каминский, Н. Мандровский, А. Левин, М. Косой, Г. Майер, О. Сельников, В. Фурман, Б. Черняков, Л. Польской, Г. Зленко, А. Гдалин, Д. Робинсон, А. Мельникова, А. Шатэн, М. Глейзер, В. Щербаков, М. Саукке, Ю. Красин, Ю. Турчинский, А. Шишкин, В. Теребов, Е. Зубченко, М. Степанов                                                                                             | 168                                                                   | 40 000                                                                |                                                                       |
| 25                                                                    | 1987                                                                  | Л. Мельников (ответственный редактор), И. Вакс (ответственный секретарь), А. Георгиевский, М. Добин, М. Забочень, В. Ильинский, Б. Каминский, И. Моросанов, Ю. Мякота, В. Рахилин, Е. Сальников | Л. Ратнер, Б. Каминский, В. Могильный, А. Левин, Н. Якимов, М. Забочень, А. Гдалин, Д. Робинсон, Г. Саркисян, А. Колызин, А. Шатэн, М. Глейзер, В. Теребов, Ю. Красин, Ю. Турчинский, В. Малышев, М. Степанов, Д. Андреев, И. Тиндо | 168                                                                   | 40 000                                                                |                                                                       |
| 26                                                                    | 1988                                                                  | Л. Мельников (ответственный редактор), И. Вакс (ответственный секретарь), А. Георгиевский, М. Добин, М. Забочень, В. Ильинский, Б. Каминский, И. Моросанов, Ю. Мякота, В. Рахилин, Е. Сальников | Б. Каминский, В. Калмыков, А. Левин, В. Фурман, Я. Фролик, С. Бабинцев, В. Дуров, А. Гдалин, Д. Робинсон, В. Уздеников, А. Молчанов, А. Шишкин, А. Шатэн, М. Глейзер, И. Суд, К. Мусатов, В. Рахилин, С. Росинский, Ю. Красин, Ю. Турчинский, В. Теребов, М. Борина, А. Федонин, А. Викентьев, И. Осетров, В. Яковлев                                                                            | 192                                                                   | 40 000                                                                |                                                                       |
| 27                                                                    | 1989                                                                  | Л. Мельников (ответственный редактор), И. Вакс (ответственный секретарь), А. Георгиевский, М. Добин, М. Забочень, В. Ильинский, Б. Каминский, И. Моросанов, Ю. Мякота, В. Рахилин, Е. Сальников | М. Добин, Л. Ратнер, Б. Каминский, А. Осятинский, А. Левин, Н. Мандровский, Н. Пентина, Ю. Барашков, М. Глейзер, А. Гдалин, Д. Робинсон, А. Шатэн, И. Тиндо, В. Клещинов, Д. Андреев, Е. Гаврюшин, Ю. Ивонин, Ю. Гоголин, В. Теребов, П. Космолинский, А. Таланов | 208                                                                   | 40 000                                                                |                                                                       |
| 28                                                                    | 1991                                                                  | | Н. Мандровский, А. Эпштейн, Я. Диманштейн, Л. Ратнер, М. Минский, А. Левин, Е. Фирстова, М. Забочень, А. Шатэн, М. Смирнов, С. Зверев, Б. Голендер, М. Азарх, В. Теребов, Ю. Ивонин, Ю. Гоголин, Б. Сенилов, К. Лебедкин, В. Назаров, Ю. Толстов, Д. Одинцов, И. Духин, А. Виноградов, Ф. Каменецкий, В. Кузьменко, М. Забочень, М. Глейзер, А. Викентьев, Е. Вартанян, В. Кузьменко, Д. Андреев |                                                                       |                                                                       |                                                                       |
| Коллекционер                                                          |                                                                       | | |                                                                       |                                                                       |                                                                       |
| 30                                                                    | 1995                                                                  | Л. Мельников (главный редактор), И. Вакс (ответственный секретарь), М. Добин, М. Забочень, В. Ильинский, Б. Каминский, В. Рахилин, В. Синегубов | В. Карлинский, Б. Каминский, В. Калмыков, М. Минский, Ю. Турчинский, М. Пейсик, Ю. Коломийченко, Д. Андреев, М. Смирнов, Н. Балабанов, А. Шкурко, А. Федонин, С. Петров, В. Теребов, Ю. Артемьев, В. Кочетков, В. Малышев, В. Рахилин, Ф. Малкин | 144                                                                   | 5000                                                                  |                                                                       |
| 46                                                                    | 2010                                                                  | | Н. Мандровский, В. Тюков, И. Дужинин, В. Пантюхин, Л. Ратнер, А. Зверев, Э. Гильманов, М. Добин, В. Левандовский, А. Саркисян, И. Батиевский, Ю. Обухов, А. Семёнов, А. Эпштейн, А. Серебряков, Ю. Серебряков, М. Владимирский, И. Шугалей, А. Назаров, А. Шишкин, М. Глейзер, К. Костырин, В. Назаров, Б. Якут, А. Илюшин                                                                       |                                                                       |                                                                       |                                                                       |

## Первые выпуски

### Сборник 1963 года
С 1925 по 1932 год в СССР под тем же названием издавался ежемесячный журнал. В продолжение его традиций новый сборник, впервые появившийся в 1963 году, был призван стать полноценным филателистическим изданием, на страницах которого бы публиковалась информация о важнейших событиях в жизни коллекционеров страны, печатались исследовательские работы, обобщался опыт коллекционного дела в Советском Союзе и за рубежом.
У истоков создания сборника стояла инициативная группа при Московском городском обществе коллекционеров, которое на тот момент представляло собой передовую организованную часть советских филателистов и приверженцев других основных видов коллекционирования. В различных городах СССР тогда имелось более ста городских и областных обществ, объединявших около 200 тысяч коллекционеров, и потому потребность в подобного рода филателистических изданиях ощущалась очень остро.
Для подготовки «Советского коллекционера» была образована Общественная редколлегия. Сборник был подготовлен к изданию в Государственном издательстве литературы по вопросам связи и радио (Связьиздат), сдан в набор 20 февраля 1963 года и подписан к печати 10 июля того же года. Он был отпечатан на бумаге форматом 70 × 90/16, в мягкой обложке, тиражом 15 000 экземпляров.
В обращении к читателям, которое открывало первый выпуск, говорилось:
Общественная редакция, созданная Московским городским обществом коллекционеров, рада предложить вашему вниманию сборник статей, посвящённых разнообразным вопросам филателии, филокартии, нумизматики, бонистики, филлумении. <…>

«Коллекционеры — счастливые люди», говорил Гёте. Мы рады поделиться с вами счастьем своих досугов, и радость наша умножится, если вы разделите наше увлечение.
Общественная редколлегия «Советского коллекционера» имела в своём составе целый ряд известных и опытных филателистов:
- Б. Стальбаум — ответственный редактор,
- Члены редколлегии:
  - В. Богданов,
  - П. Диссон (ответственный секретарь),
  - Л. Лепешинский (председатель МГОК),
  - М. Милькин,
  - Д. Мошнягин,
  - М. Неронов,
  - В. Скрипицын (заместитель ответственного редактора),
  - Э. Файнштейн.

Редакция располагалась по адресу МГОК: Москва, К-9, ул. Горького, 12, Московское городское общество коллекционеров, Общественная редакция.